# Lurgan Canoe
Das über 4000 Jahre alte Lurgan Canoe wurde 1901 von Patrick Coen im Addergoole Bog, das einst ein flacher See war, im Townland Lurgan im County Galway in Irland entdeckt. Es wurde aus einem Eichenstamm geschnitten und ist über 14,0 m lang und 1,0 m breit. Der Einbaum ist das größte Artefakt im Nationalmuseum von Irland. Die Radiokarbondatierung des Bootes betrug 3940 ± 25 Jahre v. Chr.

Zur Verwandlung einer massiven Eiche in dieses Kanu, mit Steinäxten und Feuer, müssen die bronzezeitlichen Menschen Zeit und Mühen aufgewandt haben. Im Inneren des Bootes ließen sie eine Reihe von erhöhten „Rippen“ stehen, um es in Abschnitte zu unterteilen und zu stabilisieren. Dies hat Archäologen dazu geführt, darauf hinzudeuten, dass das Kanu möglicherweise mit einem zweiten verbunden wurde, um einen Katamaran zu bilden, oder dass ein Ausleger am Boot befestigt war. Dies würde dem Kanu größere Stabilität geben und erlauben, es über große Flächen offenen Wassers, oder das Meer fahren.
Das Lurgan Canoe ist nicht einzigartig. Im Norden von Connacht wurden zwei ähnliche Einbäume entdeckt. Ein Teil eines Bootes wurde in Carrowneden im County Mayo entdeckt und ein komplettes Kanu in Annaghkeen im County Galway. Das Eichenkanu von Annagheen ist 12 m lang, während das Carrowneden Kanu auf eine ähnliche Größe rekonstruiert werden kann.
Die ursprüngliche Funktion der großen Kanus ist ungewiss. Es scheint unwahrscheinlich, dass sie für die Fischerei verwendet wurden. Die Größe der Einbäume lässt vermuten, dass sie unter der Leitung  erfahrener Bootsbauer für einen anderen Zweck gebaut wurden.